# بوغرا
بوغرا (بالبنغالية: বগুড়া)‏ هي مستوطنة، في بنغلاديش، تقع في منطقة بوغرا ، هي عاصمة منطقة بوغرا، و بوغرا سادار أوبازيلا ، بلغ عدد سكانها 157,570 نسمة وذلك حسب إحصائيات سنة 2001، تبلغ مساحتها 72.5 كيلومتر مربع، رمزها البريدي هو ৫৮০০.

## المناخ
يظهر الجدول التالي التغييرات المناخية على مدار السنة لبوغرا:
| البيانات المناخية لـبوغرا         | البيانات المناخية لـبوغرا | البيانات المناخية لـبوغرا | البيانات المناخية لـبوغرا | البيانات المناخية لـبوغرا | البيانات المناخية لـبوغرا | البيانات المناخية لـبوغرا | البيانات المناخية لـبوغرا | البيانات المناخية لـبوغرا | البيانات المناخية لـبوغرا | البيانات المناخية لـبوغرا | البيانات المناخية لـبوغرا | البيانات المناخية لـبوغرا | البيانات المناخية لـبوغرا |
| الشهر                             | يناير                     | فبراير                    | مارس                      | أبريل                     | مايو                      | يونيو                     | يوليو                     | أغسطس                     | سبتمبر                    | أكتوبر                    | نوفمبر                    | ديسمبر                    | المعدل السنوي             |
| --------------------------------- | ------------------------- | ------------------------- | ------------------------- | ------------------------- | ------------------------- | ------------------------- | ------------------------- | ------------------------- | ------------------------- | ------------------------- | ------------------------- | ------------------------- | ------------------------- |
| متوسط درجة الحرارة الكبرى °م (°ف) | 25.0 (77.0)               | 28.0 (82.4)               | 32.6 (90.7)               | 35.1 (95.2)               | 33.5 (92.3)               | 32.2 (90.0)               | 31.4 (88.5)               | 31.4 (88.5)               | 31.5 (88.7)               | 31.0 (87.8)               | 28.9 (84.0)               | 26.0 (78.8)               | 30.6 (87.0)               |
| متوسط درجة الحرارة الصغرى °م (°ف) | 11.7 (53.1)               | 13.5 (56.3)               | 17.9 (64.2)               | 22.5 (72.5)               | 24.1 (75.4)               | 25.6 (78.1)               | 26.1 (79.0)               | 26.1 (79.0)               | 25.6 (78.1)               | 23.2 (73.8)               | 17.6 (63.7)               | 13.1 (55.6)               | 20.6 (69.1)               |
| الهطول مم (إنش)                   | 9 (0.4)                   | 13 (0.5)                  | 21 (0.8)                  | 61 (2.4)                  | 210 (8.3)                 | 326 (12.8)                | 397 (15.6)                | 302 (11.9)                | 257 (10.1)                | 145 (5.7)                 | 15 (0.6)                  | 6 (0.2)                   | 1٬762 (69.4)              |
| المصدر: Climate-data.org          |                           |                           |                           |                           |                           |                           |                           |                           |                           |                           |                           |                           |                           |